# اچ‌ام‌اس پیجئون (۱۸۰۵)
اچ‌ام‌اس پیجئون (۱۸۰۵) (به انگلیسی: HMS Pigeon (1805)) یک کشتی بود که طول آن ۵۷ فوت ۷ اینچ (۱۷٫۵۵ متر) بود. این کشتی در سال ۱۸۰۵ ساخته شد.